# Anomis hawaiiensis
Anomis hawaiiensis é uma mariposa da família Noctuidae. É endêmica do Havaí.
Suas larvas se alimentam de espécies de Hibiscus.